# Mai Matsumuro
Mai Matsumuro (松室 麻衣, Matsumuro Mai, née le 10 juin 1983 au Japon) est une chanteuse et parolière japonaise. Elle débute en 2000 avec le groupe d'idoles japonaises dream, écrivant les paroles de la plupart des titres du groupe, dont celles du tube My Will, générique de la série anime Inu-Yasha. Elle quitte dream le 7 juillet 2002, pour continuer ses études et se consacrer à l'écriture de chansons. Elle sort quelques titres en solo sur iTunes à partir de 2006.

## Discographie

### Avec dream

#### Albums
- 20/09/2000 : Euro "Dream" Land (Super Eurobeat Presents...) (Remixes)
- 28/02/2001 : Dear...
- 14/02/2002 : Process
- 26/06/2002 : Eternal Dream (compilation)

#### Singles
- 01/01/2000 : Movin' On
- 08/03/2000 : Heart on Wave / Breakin' Out
- 03/05/2000 : Private Wars
- 09/08/2000 : Reality
- 20/09/2000 : Night of Fire (Super Eurobeat Presents...)
- 29/11/2000 : My Will
- 28/02/2001 : Believe in You
- 23/05/2001 : Solve
- 08/08/2001 : Our Time
- 31/10/2001 : Stay: Now I'm Here
- 28/11/2001 : Get Over
- 01/01/2002 : Yourself
- 10/06/2002 : Sincerely ~Ever Dream~

#### VHS/DVD
- 19/04/2000 : Heart on Wave (single vidéo)
- 07/06/2000 : Private Wars (single vidéo)
- 20/09/2000 : Reality (single vidéo)
- 07/03/2001 : DAYDREAM
- 04/04/2001 : Believe in You (single vidéo)
- 08/08/2001 : dream LIVE 2001
- 31/10/2001 : Solve (single vidéo)
- 31/10/2001 : Our Time (single vidéo)
- 28/11/2001 : Stay: Now I'm Here (single vidéo)
- 14/02/2002 : Get Over (single vidéo)
- 13/03/2002 : Yourself (single vidéo)
- 20/03/2002 : DAYDREAM 2
- 11/12/2002 : dream CLIP SELECTION
- 26/12/2002 : dream live 2002 "Process"